# Kim Jong-kook
Kim Jong-kook (김종국?; Contea di Hapcheon, 25 aprile 1976) è un cantante sudcoreano.

## Biografia
Buddista, è diplomato alla Shinsung High School e laureato alla Dankuk University.
Entrò nell'industria della musica coreana nel 1995 (debuttando sotto la casa discografica CJ Music) come componente del gruppo Turbo, che diventò popolare negli anni di attività, producendo brani orecchiabili e di successo. Dopo lo scioglimento del gruppo qualche anno dopo, diventò un cantante solista nel 2001, concentrandosi perlopiù su ballate. Molte sue canzoni sono diventate dei successi e l'artista è stato inoltre ospite in tanti show di varietà, il più noto dei quali X-Man. Nel 2005, diventò uno dei più importanti artisti della Corea; le vendite del suo terzo album superarono le 300 000 copie, rendendolo uno degli album più venduti dell'anno. Sempre nel 2005, vinse 3 dei 4 possibili premi di "Artista dell'anno", perdendo solo quello dei Golden Disk Awards.
Il 21 gennaio del 2006 partecipò con altri artisti al concerto californiano Paris by Night 81 della Thuy Nga Productios (una compagnia musicale vietnamita), cantando il brano "To Her Man".
Per rispettare il suo dovere di compiere due anni di servizio militare obbligatorio, entrò nell'esercito nel 2006. In ogni caso, restò comunque coinvolto nel business della musica, infatti pubblicò il suo quarto album all'inizio dello stesso anno. Non poté promuoverlo personalmente per via del suo addestramento, ma vendette comunque più di 100 000 copie.
Il fortunato brano Lovely fu incluso in Pump It Up e in Audition Ondine (due videogiochi che prevedono che il giocatore segua dei passi di danza su una musica precisa).
Nel 2015 debutta come attore nella serie televisiva Producer.

## Discografia

### Album solisti
- 13/12/2001: Volume 1 - Renaissance, CJ Music
- 18/06/2004: Volume 2 - Evolution, CJ Music
- 01/07/2005: Volume 3 - This Is Me, CJ Music
- 13/04/2006: Volume 4 - 김종국의 네번째 편지 (Kim Jong Kook's Fourth Letter), CJ Music

### Album con i Turbo
- 1995: 280 km/h Speed
- 1996: X-Mas Dance Party With Turbo
- 1996: New Sensation
- 1997: Summer Remix
- 1997: Born Again
- 1998: Perfect Love
- 1999: Millennium Turbo Dance Megamix
- 2000: E-Mail My Heart
- 2001: History

### Singoli
- 11/12/2006: Kim Jong Kook and SG Wannabe: 바람만 바람만 (Only Wind, Only Wind), digitale

### Altro
- 23/04/2004: MC Mong - 180 Degree - Traccia 4 그래도 남자니까 (Because I'm Still a Guy)
- 22/07/2004: 김장훈 - 二色英雄新聞 - Traccia 3 - 고속도로 로망스
- 24/12/2004: 통일염원 Special Album 사랑 (Love) - Traccia 1 - 그날이 오면 (When That Day Comes)
- 01/12/2005: Big4 Of Voices In My Dream - Traccia 2 - Untouchable